# Афілія
Афілія (від грец. phyllon — лист, лат. aphyllia) — здатність квіткових рослин існувати без листків; або ж відсутність листків.